# Луданвьель
Луданвье́ль (фр. Loudenvielle, окс. Lodenvièla) — коммуна во Франции, находится в регионе Юг — Пиренеи. Департамент — Верхние Пиренеи. Входит в состав кантона Бордер-Лурон. Округ коммуны — Баньер-де-Бигор.
Код INSEE коммуны — 65282.

## География

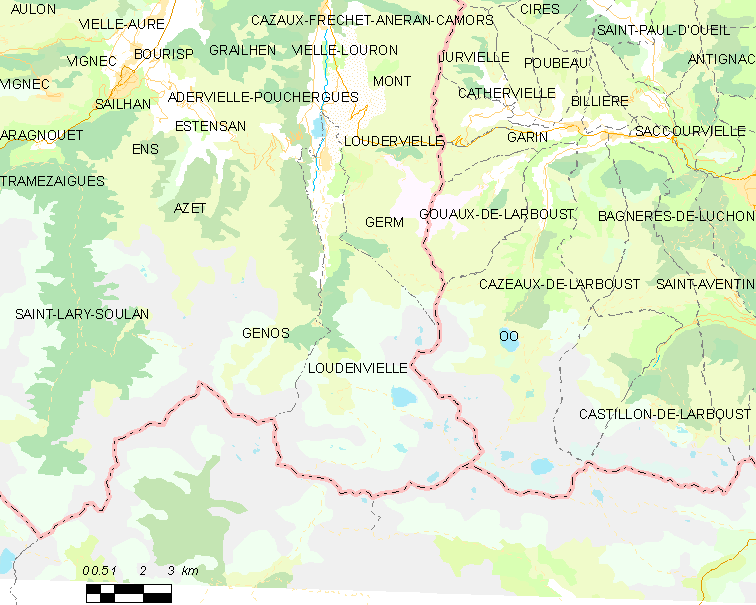
Карта коммуны

Коммуна расположена приблизительно в 690 км к югу от Парижа, в 125 км юго-западнее Тулузы, в 60 км к юго-востоку от Тарба.
На западе коммуны протекает река Нест-дю-Лурон и расположено озеро Женос-Луданвьель.

## Климат
Климат умеренно-океанический с солнечной тёплой погодой и обильными осадками на протяжении практически всего года.

## Население
Население коммуны на 2010 год составляло 284 человека.
| 1962 | 1968 | 1975 | 1982 | 1990 | 1999 | 2010 |
| ---- | ---- | ---- | ---- | ---- | ---- | ---- |
| 181  | 182  | 142  | 189  | 219  | 261  | 284  |

## Администрация
| Период | Период | Фамилия      | Партия                   | Примечания                                              |
| ------ | ------ | ------------ | ------------------------ | ------------------------------------------------------- |
| 1977   | 2011   | Мишель Пельё | Радикальная левая партия | председатель генерального совета Верхних Пиреней с 2011 |
| 2011   | 2020   | Ноэль Лаказ  |                          |                                                         |

## Экономика
В 2010 году среди 202 человек трудоспособного возраста (15-64 лет) 147 были экономически активными, 55 — неактивными (показатель активности — 72,8 %, в 1999 году было 75,2 %). Из 147 активных жителей работали 141 человек (75 мужчин и 66 женщин), безработных было 6 (2 мужчин и 4 женщины). Среди 55 неактивных 11 человек были учениками или студентами, 31 — пенсионерами, 13 были неактивными по другим причинам.

## Достопримечательности
- Церковь Св. Мартина
- Церковь Свв. Юстуса и Пастора
- Часовня Нотр-Дам-д’Артиглонг

## Фотогалерея

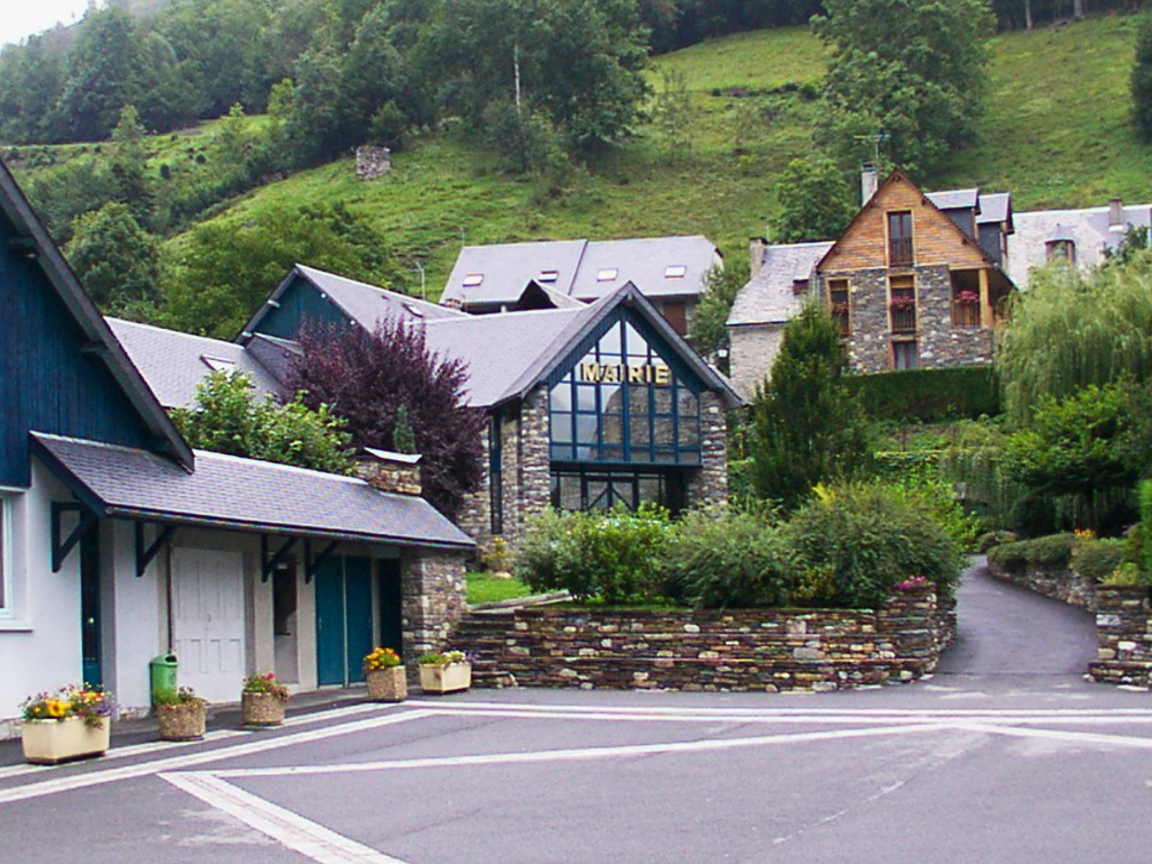
Мэрия
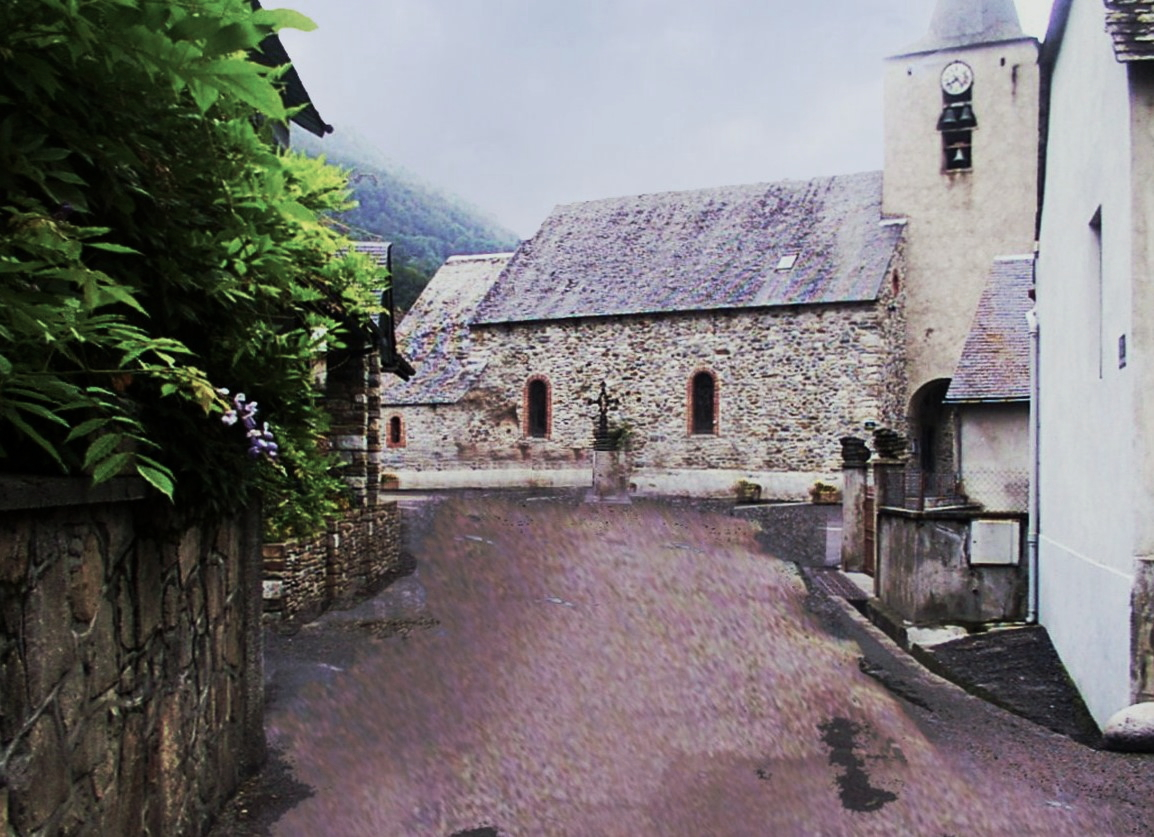
Церковь Свв. Юстуса и Пастора
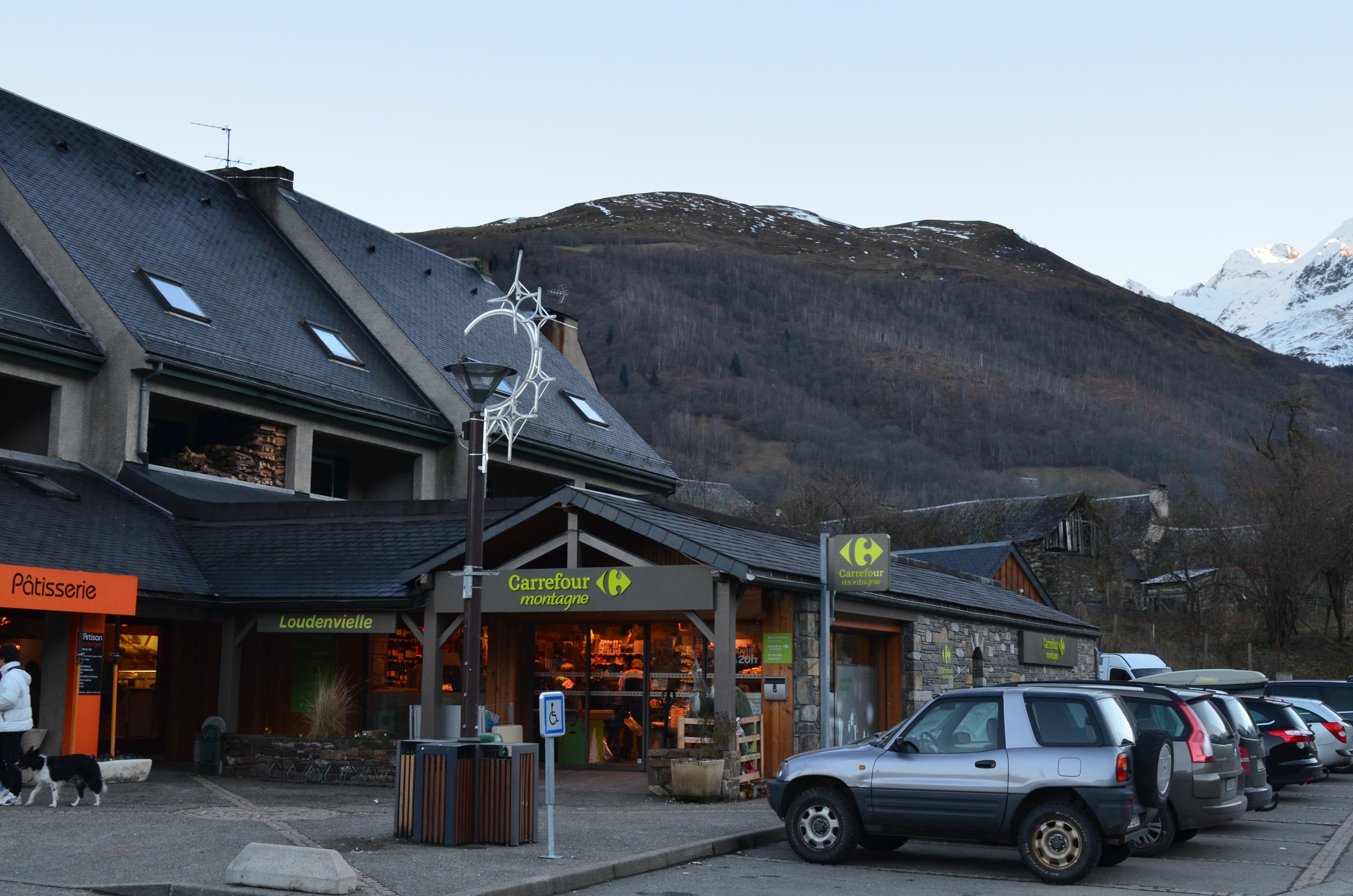
Магазин Carrefour Montagne
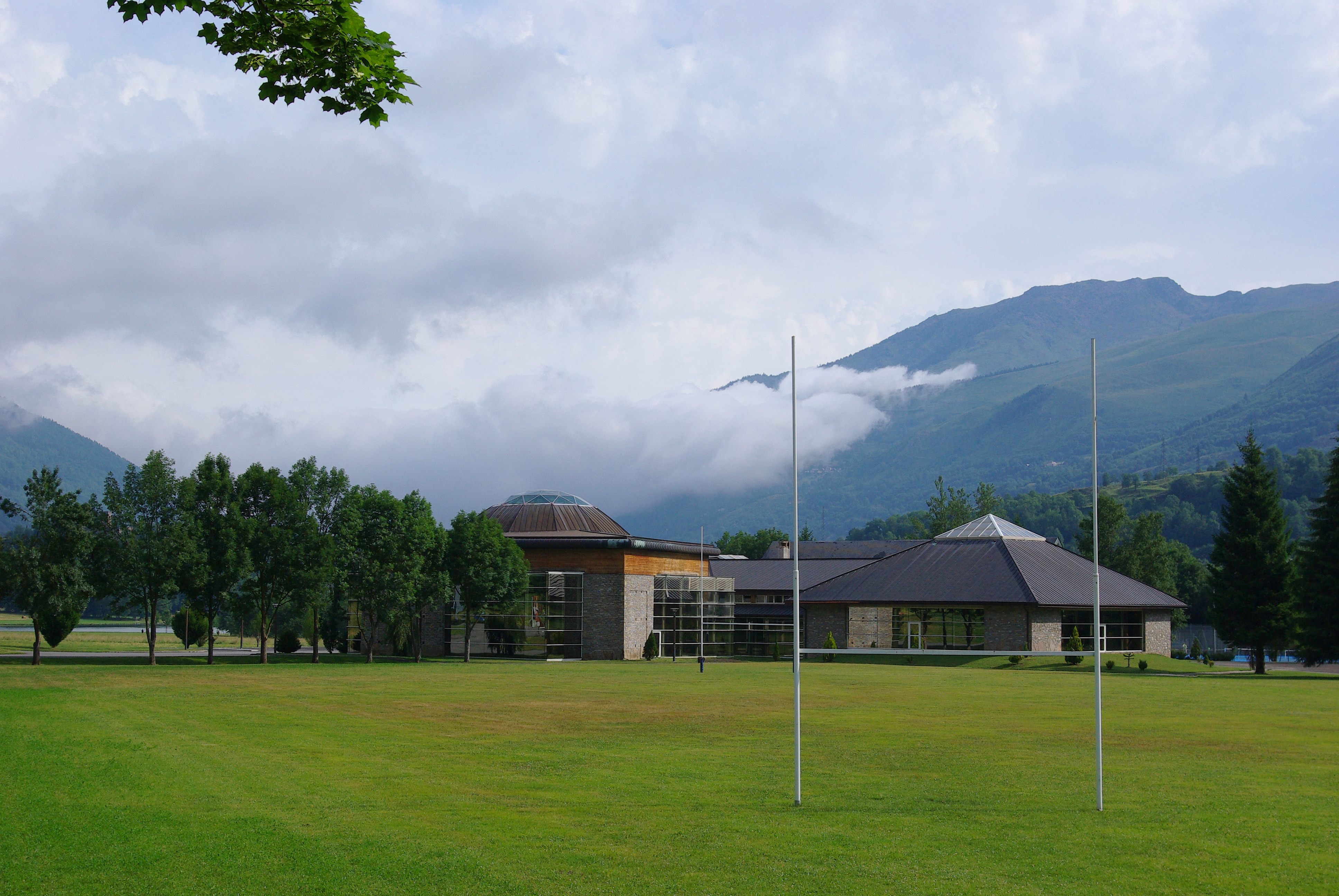
Спа-центр и поле для регби
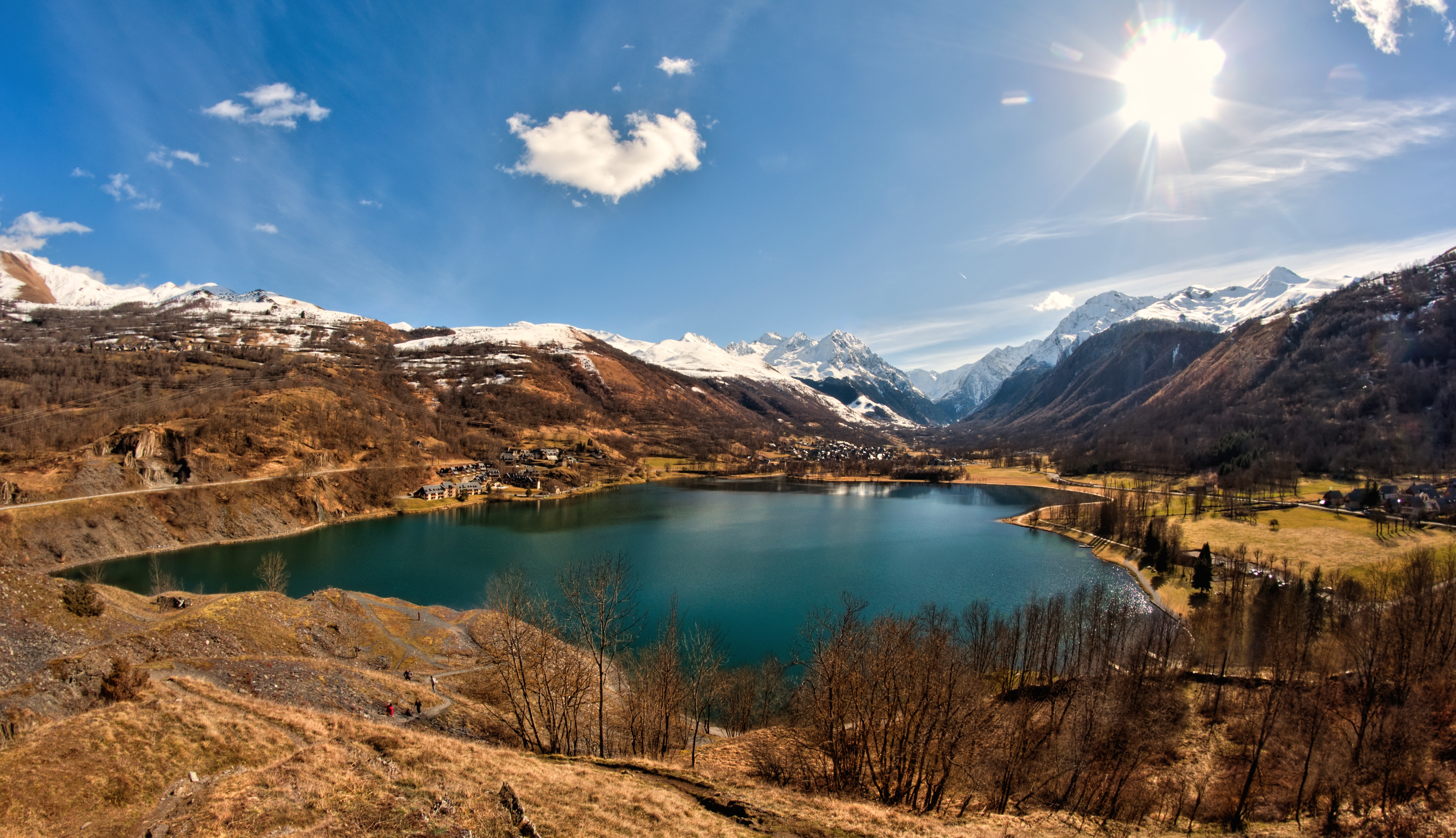
Озеро Женос-Луданвьель